# Maria Wachter
Maria Wachter (* 21. April 1910 in Düsseldorf; † 18. August 2010 ebenda) war eine deutsche Kommunistin, die im Widerstand gegen den Nationalsozialismus aktiv war. Maria Wachter war Ehrenvorsitzende der Vereinigung der Verfolgten des Naziregimes – Bund der Antifaschistinnen und Antifaschisten (VVN-BdA) in Nordrhein-Westfalen und Ehrenmitglied des Fördervereins der Mahn- und Gedenkstätte Düsseldorf.

## Leben
1930 trat Maria Wachter in die KPD ein, seit 1931 spielte sie in der von Wolfgang Langhoff gegründeten Agitprop-Gruppe „Nord-West-Ran“, unter anderem mit Hilarius Gilges. Von 1933 bis 1935 war Maria Wachter im illegalen Widerstand in Düsseldorf, dann ging sie von 1935 bis 1937 auf die Lenin-Schule in Moskau, wo sie unter anderem Herbert Wehner kennenlernte.
Von 1937 bis 1939 arbeitete sie in Amsterdam für die Abschnittsleitung West der KPD und reiste in dieser Zeit immer wieder mit gefälschten Papieren nach Deutschland, um Widerstandsgruppen im Raum Bielefeld anzuleiten. 1939 wurde Maria Wachter in Paris, wie viele deutsche Staatsbürger, als „feindliche Ausländerin“ verhaftet und interniert. Wachter wurde in das Internierungslager Rieucros verbracht. Nach ihrer Überführung 1942 nach Deutschland wurde sie mit einer Zuchthausstrafe belegt, die sie erst in das Zuchthaus Anrath und dann zur Zwangsarbeit in einen Rüstungsbetrieb in Steinhagen führte. Das nahende Kriegsende rettete sie im April 1945 vor der bereits beschlossenen Verbringung in das KZ Ravensbrück.
Nach der Befreiung vom Faschismus arbeitete Wachter wieder in der KPD und wurde deshalb nach deren Verbot erneut inhaftiert. Auch eine Opferrente als Verfolgte des NS-Regimes wurde ihr aberkannt. Sie arbeitete lange Jahre hauptamtlich in der Bundesgeschäftsstelle der VVN/BdA in Frankfurt/Main. Sie referierte bis ins hohe Alter vor Schulklassen und auf Veranstaltungen über ihre Zeit im Widerstand gegen das Naziregime.
Seit 1982 lebte Wachter wieder in Düsseldorf und gehörte dort zu den Mitbegründern des Fördervereins der Mahn- und Gedenkstätte Düsseldorf e. V. Im September 2008 lehnte der Rat der Landeshauptstadt Düsseldorf es mehrheitlich ab, Maria Wachter zur Ehrenbürgerin zu ernennen. Für den Antrag stimmte nur die Linksfraktion. Bündnis 90/Die Grünen und ein SPD-Ratsmitglied enthielten sich der Stimme.